# Теоретичні основи електротехніки
Теорети́чні осно́ви електроте́хніки (ТОЕ) — технічна дисципліна, пов'язана з вивченням теорії електрики та електромагнетизму. ТОЕ поділяється на дві частини — теорію електричних ланцюгів та теорію поля. Вивчення ТОЕ є обов'язковим у багатьох технічних ВНЗ, оскільки на знаннях цієї дисципліни базуються всі наступні: електротехніка, автоматика, енергетика, приладобудування, мікроелектроніка, радіотехніка та інші.

## Історія дисципліни

### Передумови
У 1600 році англійський учений Вільям Гільберт написав трактат «Про магніт, магнітні тіла і про великий магніт — Землю». 1745 року голландським фізиком Пітером ван Мушенбруком створено перше джерело електроенергії — Лейденська банка. 1785 року французький фізик Кулон відкрив закон про взаємодію заряджених частинок. У 1820 данський фізик Ерстед виявив дію електричного струму на магнітну стрілку. 1832 року у Франції Піксі сконструював генератор змінного струму. 1834 року Якобі в Росії створив електродвигун. Густав Роберт Кірхгоф у 1845-47 роках відкрив закономірності у перебігу електричного струму в розгалужених електричних ланцюгах, а 1857 побудував загальну теорію руху струму в провідниках. 1848 року німецький вчений Румкорф створив трансформатор.
Вже перші досліди з електричної передачі енергії (у Росії Ф. А. Піроцький — 1874 р., у Німеччині та Франції Марсель Депре — 1882, 1883 рр.) звернули на себе загальну увагу. 1876 року Яблочков винайшов електричні ланцюги. В 1889 Доливо-Добровольський створив трифазний двигун і трифазний трансформатор.
Після винаходу перших гальванічних елементів, винайдених Луїджі Гальвані, вчені почали досліджувати струм в електричних ланцюгах, як впливає поле провідника зі струмом на стрілку компаса, що знаходиться поряд із провідником тощо. Георг Симон Ом експериментальним способом вивів Закон Ома в інтегральній формі. Пізніше Джеймс Максвелл теоретично виведе закон Ома у диференційній формі. Подальші дослідження продовжили вчені Генріх Герц (вібратор Герца), Майкл Фарадей (електромагнітна індукція), Карл Гаус (магнетизм), Нікола Тесла (змінний струм, теорія ефіру).

### На українських теренах
Електротехнічна школа у Львівській політехніці нараховує більше 130 років. Дисципліну тут почали викладати сьомими у світі (1887 рік) після університетів Франції, Німеччини, США, Чехії, Великобританії. Кафедру електротехніки тут було створено 1890 року — після Німеччини і Великобританії. Перший електротехнічний факультет у 1911 році — після трьох університетів Німеччини, США і Чехії.
Першим завідувачем кафедри електротехніки у Львові був Роман Дзеслєвський, видатними професорами — Станіслав Фризе і Габрієль Сокольницький.
Витоки Харківської електротехнічної наукової школи сягають ХІХ ст. і пов'язані зі створенням Харківського практичного технологічного інституту та особистістю професора П. П. Копняєва, а також професорів О. К. Погорілка, М. Д. Пильчикова та М. П. Клобукова. З 1892 р. останній почав викладати лекційний курс загальної електротехніки, теорії електрики, а з 1894 р. розпочав практичні заняття за цими дисциплінами. Досвід викладацької і наукової роботи був узагальнений у нових підручниках, які опубліковано літографічним способом протягом 1893—1895 рр. Ці праці є першими в Україні підручниками з питань електротехніки.
Системне викладання електротехніки в ХТІ розпочалося з 1899 р. Вже наступного року вдалося зробити перший випуск інженерів-електротехніків.
У Київському політехнічному інституті 1901 року електротехніку почав читати професор М. А. Артем'єв, який здобув електротехнічну освіту у Технічній вищій школі Берліна. Обіймав кафедру електротехніки з 1901 по 1911 р.
З 1921 р. студентам КПІ викладали курси «Вступ до електротехніки», «Енциклопедія електротехніки», «Теоретичні основи електротехніки», «Основи теорії змінних струмів», «Векторний та гармонічний аналіз». У 1930 р. було створено кафедри теоретичних основ електротехніки (ТОЕ), яку очолив проф. І. Д. Горбачовський, та загальної електротехніки (ЗЕ), яку очолив Д. Н. Рашеєв.
У 1926 р. українською мовою було видано підручник О. О. Скоморохова «Загальна електротехніка».

### В Росії
1904 року професор В. Ф. Міткевич почав читати в Петербурзькому політехнічному інституті створений ним курс лекцій «Теорія явищ електричних та магнітних», а потім курс лекцій «Теорія змінних струмів».
1905 року в Московському вищому технічному училищі професор К. А. Круг почав читання свого курсу лекцій «Теорія змінних струмів», а згодом «Теорія електротехніки».
Надалі ці теоретичні дисципліни утворили технічну дисципліну «Теоретичні основи електротехніки».

## Зміст дисципліни
Предметом курсу ТОЕ є вивчення електромагнітних процесів в електричних колах і полях в загальній постановці, не розглядаючи конструкції та особливості конкретних електротехнічних пристроїв. Матеріал дисципліни ТОЕ, таким чином, є теоретичною базою для вивчення і засвоєння спеціальних дисциплін. В свою чергу, курс ТОЕ потребує при його вивченні знання основних розділів фізики і математики.
У дисципліні ТОЕ електромагнітні явища розглядаються з двох позицій: на основі теорії кіл та на основі теорії електромагнітного поля. Одним із завдань теоретичної електротехніки є вивчення зв'язків між електричними і магнітними явищами. Водночас, об'єктивно існує єдине електромагнітне поле, яке не залежить від системи координат (умов спостереження), а поділ його на електричну та магнітну складові пов'язаний з умовами спостереження (системою координат).
Вивчаються такі розділи:
- «Основні поняття та закони електричних кіл»
- «Лінійні електричні кола постійного струму»
- «Лінійні електричні кола однофазного синусоїдного струму»
- «Трифазні кола»
- «Електричні кола періодичного несинусоїдного струму»
- «Чотириполюсники»
- «Перехідні процеси в лінійних електричних колах»
- «Електричні кола з розподіленими параметрами»
- «Нелінійні електричні кола»[5].

Для студентів енергетичних спеціальностей курс ТОЕ складається з трьох частин:
У першій частині викладаються усталені режими лінійних електричних кіл із зосередженими та розподіленими параметрами.
У другій частині розглядаються методи розрахунку перехідних процесів в лінійних та нелінійних колах, основні принципи теорії нелінійних кіл і основи синтезу лінійних електричних кіл.
У третій частині викладаються основи теорії електричних, магнітних та електромагнітних полів і методи їх розрахунку.